# Hildegard Kwandt

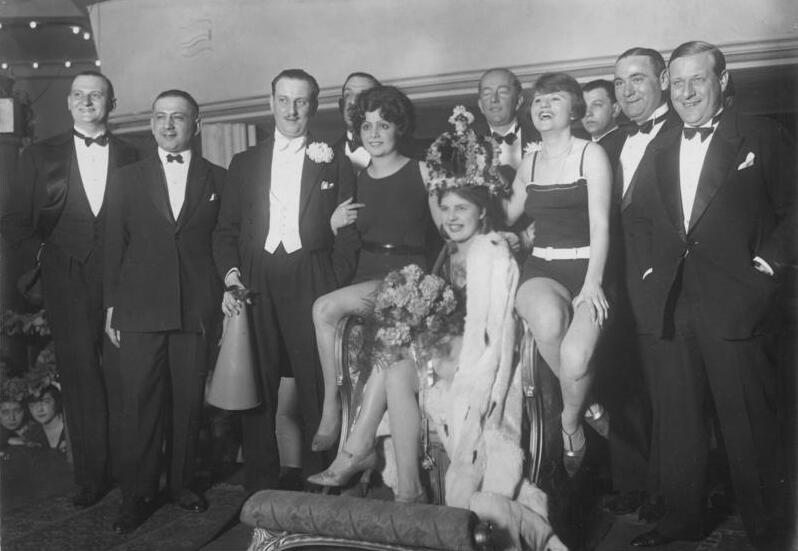
Hildegard Kwandt mit Jury, 1927

Hildegard Elisabeth Kwandt (fälschlich auch Quandt, * 3. Juli 1905 in Heinrichsdorf, Kreis Friedland, Ostpreußen; † 2000 in Berlin) war eine deutsche Schönheitskönigin und Fotomodell Ende der 1920er Jahre.

## Leben
Am 5. März 1927 wurde die 21-jährige Ostpreußin, die noch nicht lange in Berlin lebte, in einer rauschenden „Nacht der Frauen“ im Rahmen der jährlichen Maskenredoute im Berliner Sportpalast mit einer Blumenkrone zur ersten Miss Germany gekrönt. 
Kritiker bemängelten damals, der reichsweite Titel sei zu hoch gegriffen, da die Kandidatinnen hauptsächlich aus den Berliner Arbeiterbezirken rund um den Sportpalast kamen. Dies wurde unmittelbar nach der Wahl auch deutlich: Unter den Nichtgewählten befanden sich viele Teilnehmerinnen, die ihrem Unmut über die Niederlage mit so derben Worten Luft machten, dass der Berliner Lokal-Anzeiger die charakterliche Bewertung der Kandidatinnen forderte: Selbst wenn ihr Äußeres triumphiert hätte, besäßen sie niemals die innere Berechtigung, ihr Vaterland als Idealfigur zu vertreten.
Nach ihrer Wahl erhielt die erste Miss Germany nicht nur Glückwunschtelegramme aus ganz Deutschland, sondern auch über 200 Angebote für Engagements. Nach deren Prüfung durch das Veranstaltungskomitee ging aus den Vertragsverhandlungen um die Schönheitskönigin der ostpreußische Münzpalast in Königsberg als Sieger hervor.
Auch für Kwandt lohnte es sich. So erhielt sie beispielsweise für eine Abend-Modenschau anlässlich der Deutschen Theaterausstellung 1927 in Magdeburg 250 Reichsmark Honorar (Zum Vergleich: Der durchschnittliche Wochenlohn eines Metallfacharbeiters in Deutschland betrug 50 Mark). Ihr Foto schmückte viele Titelblätter, von der Jung-Mädchenpost bis zur Deutschen Radio-Illustrierten. Sie wurde auch von dem bekannten Berliner Bildhauer Ernesto de Fiori modelliert, der am Tag der Wahl neben Box-Idol Max Schmeling in der Jury saß.
Der Titelgewinn führte Hildegard Kwandt 1927/28 durch ganz Deutschland und nach Amerika.
Im Jahr 1930 heiratete sie den Konditoreibesitzer Walter Franz Thier. Anfang 2000 fand ihr Sohn den Koffer der Mutter – gefüllt mit vielen Erinnerungsstücken an ihre Wahl – auf dem Dachboden in Berlin. Darunter befand sich eine Kokarde mit anhängender Schleife. Diese trägt die Aufschrift MISS GERMANY – ein später Beweis, dass sie bereits damals diesen Titel erhalten hat (und nicht etwa Fräulein Deutschland oder Miss Deutschland, wie sie seinerzeit in der Presse tituliert wurde).